# Saint Luc peignant la Vierge (Giordano)
Pour les articles homonymes, voir Saint Luc peignant la Vierge.
Saint Luc peignant la Vierge est un tableau de Luca Giordano réalisé entre 1650 et 1655. Cette huile sur toile est conservée au musée des Beaux-Arts de Lyon.

## Description
De style baroque, l'œuvre dépeint l'évangéliste Luc, sur la gauche, en train de dessiner la Vierge, vêtue de bleu et de rouge, assise dans la partie droite du tableau, et tenant l'enfant Jésus dans les bras, tandis que de multiples angelots comblent le reste de la composition. Girodano semble s'être représenté sous les traits de son patron. 
Une autre version de ce thème, réalisée par Giordano, se trouve au Museo de Arte Fondacion de Ponce.